# Barrow-in-Furness
Barrow-in-Furness är en stad i civil parish Barrow, i distriktet Westmorland and Furness, i grevskapet Cumbria, i nordvästra England. Staden var huvudort i distriktet med samma namn och ligger på halvön Furness, cirka 29 kilometer nordväst om Lancaster. Tätorten (built-up area) hade 45 865 invånare vid folkräkningen år 2011.
Staden är historiskt känd för stålindustri, men efter andra världskriget försvann stålindustrin och ersattes av skeppsvarv inriktade på örlogsfartyg och ubåtar. Historiskt tillhörde Barrow-in-Furness grevskapet Lancashire.